# 董宝石
董宝石（1986年7月20日—），艺名宝石Gem，中国饶舌歌手，出生于吉林省长春市。2019年因《野狼disco》一曲而为大众所熟知。

## 个人经历
1986年7月20日，董宝石出生于吉林省长春市，高中时与同学高煜然（莲花）组建说唱组合“禅”，在西安读大学时，与现红花会的Mai和乱战门队长夜楠组建说唱组合团体X.A.E.R（西安说唱精英部队）。2005年，“禅”与huan和noodle的“钻石公园”、fly in dog的“光舞”联合组成说唱团体“吾人族”，2007年，获得长春第一届“唇枪舌剑freestylebattle”比赛冠军。2008年，作为“吾人族”一员参加湖南卫视综艺节目《天天向上》“五大城市说唱少年”特辑录制。2010年大学毕业后回到长春，成立东北最大的说唱音乐厂牌“吾人文化”，2011年发布专辑《吾人归来》。其后，董宝石在当地一家商场担任主管，2014年儿子出生后举家迁往妻子故乡四川成都，在尝试销售、司机等工作后，2017年在妻子支持下开始全职创作音乐，并作为100名rapper之一参加音乐选秀节目《中国有嘻哈》总决赛的投票。
2018年，以选手身份报名参与音乐选秀节目《中国新说唱》，止步于海选阶段。2019年，再次报名参与《中国新说唱》，在复活赛演出《野狼disco》一曲后随即在互联网爆红，《野狼disco》的各种改编版本在抖音等短视频平台被广泛传播。10月，与陈伟霆合唱的新版《野狼Disco》上线。12月31日，担任江苏卫视跨年演唱会嘉宾。2020年1月，首次登上央视春节联欢晚会舞台，与陈伟霆、张艺兴表演《野狼disco》改编版本《过年迪斯科》，并宣布将《野狼disco》的全部版权收益捐赠给新型冠状病毒疫情后在武汉的医护人员家属。

## 音乐作品

### 专辑
| 專輯# | 專輯資料                                       | 曲目                                                                                              |
| ----- | ---------------------------------------------- | ------------------------------------------------------------------------------------------------- |
| 1st   | 《样带:38场29镜2次》 - 发行时间：2016年7月31日 | 1. 样带:38场29镜2次 2. 打包                                                                       |
| 2nd   | 《你的老舅》 - 发行时间：2017年10月2日         | 1. 你的老舅 2. 社会老舅摇 3. 浪漫男银                                                             |
| 3rd   | 《留灯》 - 发行时间：2018年3月23日             | 1. 留灯 2. 说不出口 3. 不要说话                                                                   |
| 4th   | 《More Than》 - 发行时间：2022年1月20日        | 1. 年轻的窦唯 2. 茶园 3. 小径分岔的花园 4. 妹儿嘞 5. 江雪 6. 山歌 7. 生命中最美的一天 8. 东邪西毒 |

### 单曲
| 发行时间   | 单曲名                                      |
| ---------- | ------------------------------------------- |
| 2017年1月  | 《龙门客栈》                                |
| 2017年10月 | 《城市忍者疾风传》（Cover：the first sign） |
| 2017年10月 | 《来日方长》                                |
| 2017年11月 | 《killa eat noodle》（Cover 21savage）      |
| 2017年12月 | 《远和近》（with 黑撒乐队曹石）             |
| 2018年1月  | 《one by one》                              |
| 2018年2月  | 《香槟》                                    |
| 2018年3月  | 《Rock》                                    |
| 2018年4月  | 《路易》                                    |
| 2018年7月  | 《Yong》                                    |
| 2018年10月 | 《Yong MafiA》                              |
| 2018年10月 | 《Lambor》                                  |
| 2018年7月  | 《钱雨》                                    |
| 2018年7月  | 《千万之王》                                |
| 2019年9月  | 《野狼disco》                               |
| 2019年10月 | 《野狼disco》（Feat.陈伟霆）                |
| 2019年11月 | 《小宝》（电影《父子拳王》主题曲）          |
| 2020年1月  | 《拜个新巢年》（雀巢咖啡贺岁广告曲）        |
| 2020年1月  | 《老铁情歌》（快手广告曲）                  |
| 2020年2月  | 《出征（大风歌）》（公益歌曲）              |
| 2020年3月  | 《与爱同行（捷·爱）》（公益歌曲）           |
| 2020年4月  | 《升》（公益歌曲）                          |
| 2020年9月  | 《愛的恰恰》寶石Gem & Kozay & Evis Wy       |
| 2020年9月  | 《公主病》宝石Gem （Feat.哩哩）             |
| 2020年10月 | 《送情郎·冬雪》                             |
| 2021年1月  | 《从军行》                                  |
| 2021年2月  | 《牛起来》                                  |
| 2021年2月  | 《好好先生》                                |
| 2021年3月  | 《啤酒浇头》（录音室版）                    |
| 2021年6月  | 《一百》                                    |
| 2021年7月  | 《一起康康》（公益歌曲）                    |
| 2022年1月  | 《这个杀手不太冷静》                        |
| 2022年2月  | 《白日梦有限公司》                          |
| 2022年2月  | 《虎步舞》                                  |
| 2022年4月  | 《夜市英雄》                                |
| 2022年4月  | 《漫步人生路》（with 潘辰）                 |
| 2022年4月  | 《东北喊麦风云》（with 安森垚）             |
| 2022年4月  | 《人生碰碰碰》                              |
| 2022年8月  | 《交个朋友》                                |
| 2022年4月  | 《一封家书2022》                            |
| 2022年7月  | 《你也是个Rapper》（with 派克特PACT）       |
| 2023年5月  | 《电梯战神》                                |

### 为他人创作

#### 2020年
- 要嗨森 - 火箭少女101
- 山河图 - 凤凰传奇

## 演唱会

### 宝石无限巡回演唱会
| 场次 | 日期           | 城市 | 场馆                   |
| ---- | -------------- | ---- | ---------------------- |
| 1    | 2024年9月15日  | 长春 | 长春五环体育馆         |
| 2    | 2024年9月28日  | 北京 | 华熙LIVE·五棵松·场馆   |
| 3    | 2024年11月9日  | 西安 | 曲江竞技中心           |
| 4    | 2024年11月16日 | 成都 | 成都金融城演艺中心     |
| 5    | 2024年11月23日 | 郑州 | 郑州奥体中心体育馆     |
| 6    | 2024年12月1日  | 合肥 | 合肥少荃体育中心体育馆 |

## 影视作品

### 电影
| 首播年度 | 劇名               | 角色   | 備註 |
| -------- | ------------------ | ------ | ---- |
| 2024年   | 末路狂花錢         | 董建峰 |      |
| 2024年   | 来福大酒店         | 王达基 |      |
| 2024年   | 我们为何要做梦     |        | 短片 |
| 2024年   | 乔妍的心事         | 白皮   |      |
| 2025年   | 苍茫的天涯是我的爱 |        |      |

### 电视剧/网络剧
| 首播年度 | 劇名          | 角色   | 備註   |
| -------- | ------------- | ------ | ------ |
| 2023年   | 平原上的摩西  | 庄德增 | 网络剧 |
| 2023年   | 立功·東北舊事 | 白皮   | 网络剧 |
| 2025年   | 低智商犯罪    | 陸一波 | 网络剧 |

### 综艺节目
| 日期       | 节目                                       |
| ---------- | ------------------------------------------ |
| 2019年6月  | 爱奇艺《中国新说唱》（第二季）             |
| 2019年11月 | 腾讯视频《吐槽大会》（第四季）             |
| 2019年12月 | 湖南卫视《嗨唱转起来》                     |
| 2020年1月  | 中央电视台综合频道《经典咏流传》（第三季） |
| 2020年2月  | 浙江卫视《新声请指教》                     |
| 2020年3月  | 浙江卫视《天赐的声音》                     |
| 2020年11月 | 优酷视频《宇宙打歌中心》                   |
| 2022年6月  | 爱奇艺《中国说唱巅峰对决》                 |
| 2022年12月 | 爱奇艺《一年一度喜剧大赛》（第二季）       |
| 2023年3月  | 騰訊《哈哈哈哈哈》（第三季）               |
| 2024年5月  | 浙江卫视《天赐的声音》 （第五季）          |

## 争议事件
2024年12月26日，有网友爆料称，董宝石上周在上海因醉酒打架被警方拘留，但董的工作人员提供的工作行程显示，他在之前一周有过多次商演和综艺节目录制。次日凌晨，董宝石本人在微博公开道歉，承认于12月3日凌晨（而非网友所说的上周）醉酒后用身体多次撞击路边停着的汽车，并没有与人打架或酒后驾车，已经对车主进行了赔偿并达成了和解，接受了公安机关行政拘留的处罚。上海市公安局黄浦分局官网在“行政处罚公开”一栏中公示了董*石寻衅滋事一案的有关信息，表明董宝石因寻衅滋事被处以行政拘留七日的行政处罚。从处罚决定书文号来看，事发地点应位于该分局下属的外滩派出所辖区。事件曝光后，湖南卫视于12月31日发布《2024-2025湖南卫视芒果TV跨年晚会》节目单，董宝石原本参演的节目被删除。惟此前发布的宣发微博均未删除。